# Can Fusté (Cornellà del Terri)
Can Fusté és una masia de Cornellà del Terri (Pla de l'Estany) inclosa a l'Inventari del Patrimoni Arquitectònic de Catalunya.

## Descripció
Masia del segle xix de planta quadrangular, estructurada en tres crugies paral·leles perpendiculars a la façana. Parets de maçoneria amb carreus a les cantonades i obertures de la planta baixa i primer pis. La porta principal és amb arc rebaixat. La coberta és de teula a dues vessants. A la façana lateral hi ha una escala exterior adossada, molt recent, per accedir a la planta pis. Els baixos són coberts amb voltes. A la façana posterior hi ha adossat un cos més baix.

## Història
A l'arc rebaixat de la porta d'accés hi consta: "Jaume, 1845". L'edifici és dividit en tres estatges.